# Loi pour la croissance, l'activité et l'égalité des chances économiques
Pour les articles homonymes, voir Loi travail.
Lire en ligne

LOI no 2015-990 du 6 août 2015 (Légifrance)

La loi no 2015-990 du 6 août 2015 pour la croissance, l'activité et l'égalité des chances économiques, dite « loi Macron », est une loi française portée au nom du gouvernement Manuel Valls II, par Emmanuel Macron, alors ministre de l'Économie.
Évoqué devant la presse et au Conseil des ministres le 15 octobre 2014, le projet est présenté le 10 décembre 2014 en Conseil des ministres et le lendemain à l'Assemblée nationale. L'assemblée démarre l'examen de la loi le 26 janvier 2015. La loi est adoptée définitivement le 11 juillet 2015.

## Origine
Le projet de loi s'intitule d'abord, à l'époque du premier gouvernement Valls, « loi sur la croissance et le pouvoir d'achat ». Il est alors porté par Arnaud Montebourg, qui se donnait pour objectif de « restituer 6 milliards d'euros de pouvoir d'achat » aux Français, mais inclut aussi des projets visant à renforcer la concurrence dans de nombreux secteurs.
Après la nomination d'Emmanuel Macron au poste de ministre de l'économie le 26 août 2014, le projet de loi est renommé « projet de loi pour la croissance et l'activité ». Le texte vise selon le gouvernement à « libérer » l'activité économique dans un grand nombre de secteurs économiques, ce qui l'a parfois fait qualifier de « fourre-tout ».
Henri Sterdyniak souligne que la loi Macron « est portée par le ministre de l’Économie alors même que beaucoup de sujets concernent les ministres du Transport, du Travail, du Logement, de la Justice, du Commerce ou de l’Écologie. On assiste à une prise de pouvoir de Bercy et de l’Inspection générale des finances sur l’ensemble de l’activité gouvernementale comme si les préoccupations économique et financière l’emportaient sur toutes les autres. La plupart des dispositifs sont portés depuis longtemps par la technocratie de Bercy, ne proviennent pas des partis politiques, n’ont pas été soumis et ratifiés par les électeurs. Certains dispositifs ont été rajoutés à la dernière minute par le gouvernement (comme l’autorisation de lancer par ordonnance le projet de canal Seine-Nord et la liaison rapide Paris-CDG, celui de financer des dépenses militaires par des sociétés financières ad hoc). Certains amendements rédigés à la va-vite sont mal pensés ».
La loi se donne, selon Emmanuel Macron, pour finalité de « déverrouiller l'économie française » ; elle doit régler les « trois maladies » de la France : « défiance », « complexité » et « corporatisme » en prenant un ensemble de mesures modifiant un certain nombre de réglementations en vigueur afin de restreindre le droit au repos du dimanche et faciliter le travail de nuit, de réduire le caractère fixe des tarifs des professions réglementées et d'augmenter le nombre de professionnels, de supprimer le monopole du service public de la SNCF accordant la préférence au rail pour le transport terrestre régulier à longue distance, d'accélérer l'acquisition du permis de conduire, de plafonner les indemnités de licenciement et les dommages et intérêts en cas de licenciement abusif, de permettre la vente par l'État de dix milliards de participation dans des entreprises publiques privatisées afin d'augmenter les intérêts de la dette payés, la possibilité de transférer la propriété de l'armement militaire, des avions de chasse et des navires de guerre à des sociétés commerciales privées qui les loueront à l'armée française et à la Marine nationale, l'augmentation systématique de 30 % des limites de constructibilité en zones urbaines, ainsi que diverses autres mesures qui ont été abandonnées : l'ouverture du capital des pharmacies aux investisseurs non pharmaciens, l'ouverture de la profession d'avocat aux juristes d'entreprise, etc.

## Examen du projet de loi
Convaincu de la nécessité de revaloriser le Parlement, Emmanuel Macron se distingue par le souci de dialoguer autant que possible avec les parlementaires lors de l'examen du projet de loi, ce que ces derniers finissent par saluer — notamment François Brottes, président de la commission des Affaires économiques à l'Assemblée ; après plusieurs semaines de discussions, plus de 10 756 amendements sont déposés et 2 329 adoptés. Certains ministres accusent Emmanuel Macron d'avoir trop négocié et trop cédé face aux parlementaires, ou d'avoir été mis à l'écart des discussions. Dans le contexte de la constitution d'un groupe de députés PS frondeurs contre la politique du gouvernement, Bruno Le Roux, président du groupe socialiste à l'Assemblée, nomme des rapporteurs de la loi situés à gauche du PS : Denys Robiliard, Cécile Untermaier (proche d'Arnaud Montebourg), Stéphane Travert et Richard Ferrand (proches d'Henri Emmanuelli). Emmanuel Macron est alors conseillé par Bruno Le Roux et Julien Dray, proche de François Hollande. Jusque dans les rangs les plus réticents au PS, les députés sont convaincus par la démarche de dialogue impulsée par le ministre et la procédure de l'article 49 alinéa 3 n'est pas envisagée.
Cependant, la décision unilatérale du gouvernement d'introduire dans le projet de loi un plafonnement des indemnités prud'homales versées en cas de licenciement « sans cause réelle et sérieuse » déçoit à gauche et au PS, et suscite l'opposition feutrée des rapporteurs du texte. Devant le succès de son ministre à l'Assemblée, Manuel Valls se montre peu à peu irrité et cherche à reprendre la main à partir de février 2015 en militant pour le passage en force. Le 15 février, chaque article du projet de loi a été adopté par l'Assemblée ; les frondeurs estiment alors ne pas avoir le poids nécessaire pour le bloquer. L'irruption dans le jeu politique de Benoît Hamon, figure de la gauche du PS, change la donne : il prend la parole le 14 février et s'interroge sur l'absence de compensations suffisantes accordées aux salariés acceptant de travailler le dimanche : alors qu'Emmanuel Macron en réfère à Matignon, le gouvernement décide de ne pas céder sur ce point, ce qui conduit Benoît Hamon à annoncer qu'il votera contre le texte. Dans son sillage, l'ensemble des frondeurs annoncent leur intention d'en faire de même alors qu'ils comptaient s'abstenir jusqu'alors.
Le 17 février, jour du vote, lors de la réunion du groupe PS, Manuel Valls réprimande avec véhémence ceux qui comptent voter contre ou s'abstenir, suscitant une vive incompréhension chez l'ensemble des députés PS ; dès lors, l'incertitude grandit sur l'issue du vote à l'Assemblée, Karine Berger et ses proches refusant de donner leur position : alors que Bruno Le Roux estime le vote favorable à 6 ou 7 voix près, Manuel Valls et François Hollande décident d'utiliser l'article 49 alinéa 3, ce qu'Emmanuel Macron interprète comme une défaite personnelle.

## Adoption de la loi
Le projet de loi est adopté en deuxième lecture à l'Assemblée nationale le 18 juin 2015 puis définitivement le 11 juillet 2015, dans les deux cas au moyen de l'article 49 alinéa 3 de la Constitution.
À la suite de la décision du Conseil constitutionnel no 2015-715 DC du 5 août 2015, la loi no 2015-990 du 6 août 2015 pour la croissance, l'activité et l'égalité des chances économiques, dite « loi Macron », est publiée au Journal officiel du 7 août 2015.

### Mesures
Parmi les mesures adoptées, une mesure vise à significativement réduire la majorité de copropriétaire nécessaire pour l’installation d’une station radioélectrique nécessaire au déploiement d’un réseau radioélectrique ouvert au public, réduisant ainsi la capacité des propriétaires à s'y opposer.

## Projet de loi

### Travail le dimanche et la nuit
Avant le vote de la loi le code du travail disposait que « dans l'intérêt des salariés, le repos hebdomadaire [soit] donné le dimanche » (art. L3132-3).
Toutefois certains secteurs étaient autorisés de manière permanente à travailler le dimanche, par exemple les boulangeries, l’hôtellerie, ainsi que les magasins de bricolage.
Les autres commerces de détail non alimentaire pouvaient ouvrir jusqu'à cinq fois par an, notamment pour les fêtes et les soldes, sur décision du maire (ou de la préfecture, à Paris). La rémunération des salariés est dans ces cas au minimum doublée et une contrepartie de repos est également accordée.
De plus avec la loi Maillé du 10 août 2009, les préfets peuvent créer des « zones d'intérêt touristiques ou thermales » et des « zones touristiques d'affluence exceptionnelle », où les commerces sont autorisés à ouvrir le dimanche. Dans ces cas aucune compensation ni jour de repos ne sont prévus pour les salariés, sauf conventions ou accords collectifs dans l'entreprise. Les préfets peuvent aussi, sur demande des mairies, mettre en place des « périmètres d'usage de consommation exceptionnel » (PUCE) dans les agglomérations de plus d'un million d'habitants (Paris, Lille et Aix-Marseille, pas Lyon)[réf. nécessaire] en raison d'« habitudes de consommation, importance de la clientèle et/ou étendue de la zone de chalandise ». En contrepartie, des compensations sont offertes aux salariés, comme le doublement du salaire, avec des garanties de repos compensatoire.
Le projet de loi Macron prévoit : 
- de remplacer les PUCE et les zones touristiques par les zones commerciales (ZC) et les zones touristiques (ZT), qui pourront ouvrir le dimanche moyennant un accord prévoyant l’attribution de contreparties aux salariés et la garantie du volontariat[25],
- de créer les zones touristique internationales (ZTI) qui donneront le repos hebdomadaire par roulement et pourront ouvrir en soirée,
- l'élargissement des zones d'intérêt touristique aux gares et à des endroits très fréquentés (sont déjà concernés, à Paris, les Champs-Élysées, une partie de la rue de Rivoli, la place des Vosges, mais pas le boulevard Haussmann),
- la possibilité pour les maires de fixer le nombre de dimanche entre zéro et douze, dont cinq seront de plein droit pour les commerçants[26]. Les autorisations seront débattues au niveau intercommunal au-delà de cinq dimanches.

### Transports en autocar

#### Contexte avant la loi Macron
En France, il a été décidé en 1948 de privilégier le rail pour transporter les voyageurs sur longue distance ; pour cela, un monopole a été accordé au service public de la SNCF sur tous les trajets desservis par une ligne de chemin de fer, afin de favoriser l'investissement et d'assurer sa fréquentation. L'affrètement d'autocars est libre pour les trajets occasionnels à longue distance, mais il est sujet à autorisation pour les liaisons régulières susceptibles de réduire la fréquentation des lignes de chemin de fer existantes. Il s'est développé de ce fait un réseau très dense et très régulier de lignes de transports de voyageurs par rail : les lignes de Transport express régional (TER).
Par contrecoup, les lignes régulières d'autocar longue distance sont très peu utilisées en France jusqu'en 2013 où seules 110 000 personnes ont eu recours en France à un autocar longue distance, contre 30 millions au Royaume-Uni (où le service public de chemins de fer a depuis longtemps la réputation d'être déficient[réf. nécessaire].
Le gouvernement souhaiterait à terme atteindre les 5 millions de passagers transportés par autocar, voir les entreprises du secteur créer 10 000 emplois et les prix du transport baisser. Le nombre de lignes et d'emplois supprimés corrélativement à la SNCF n'a pas été calculé. La question de l'investissement nécessité par l'augmentation correspondante de la fréquentation des routes et pour créer des gares routières n'a pas été évoquée.
En Europe d'autres pays se sont déjà engagés sur cette voie, comme le Royaume-Uni en 1985 ou l'Allemagne en 2013. En Allemagne cela a conduit à une baisse d'activité de l'ordre de 120 millions d'euros pour la principale compagnie de chemin de fer.
La réglementation de transition en vigueur avant la loi Macron empêche la création et l'exploitation d'une ligne régulière de transport par autocar entre deux régions françaises sauf dans le cadre d’un trajet international (en cabotage) ; à condition que cela représente moins de 50 % du chiffre d’affaires des transporteurs ; et qu'enfin le nombre de passagers qui ne traversent pas la frontière soit inférieur à la moitié du total. Le projet de loi prévoit de supprimer les trois conditions. De plus le système d’autorisation de création des nouvelles lignes d’autocar longue distance serait remplacé par un régime déclaratif.

#### Enjeux
Ce projet de réforme constitue un problème majeur pour le Groupe SNCF, propriété de l'État, confronté à un équilibre financier difficile, avec une recette de 605 millions d'euros en 2014 contre une perte de 180 millions en 2013. Ce problème concerne aussi les lignes Transport express régional (TER) et Intercités, dont l'exploitation est déficitaire[réf. nécessaire].
La SNCF doit en effet faire face à l'augmentation des coûts des péages ferroviaires de 800 millions d'euros entre 2008 et 2014 puis 800 millions d'euros entre 2014 et 2020, auxquels viendront s'ajouter la perte de chiffre d’affaires due à la concurrence des autocars : de 150 millions d'euros pour le TGV et 50 millions pour les trains Intercités, sans compter la perte de chiffre d’affaires sur les TER. Plusieurs députés ont fait valoir que les régions se sont vues attribuer les lignes de TER pour lesquelles elles ont beaucoup investi, et que leur mise en concurrence par des lignes régulières d'autocars allait faire perdre aux TER une partie importante de leurs usagers, donc de leurs recettes. L'ouverture à la concurrence du low cost, comme l'entreprise allemande FlixBus qui a déjà annoncé son intention de devenir le premier acteur du secteur, menace d'accentuer la concurrence, même si la SNCF est déjà présente dans le secteur avec Ouibus (ex-iDBUS) depuis 2012. Le gouvernement prévoit donc que la libéralisation du secteur ne concerne que les lignes à longue distance. Pour les liaisons inférieures à 100 km, les régions ou départements concernés pourront refuser l'autorisation si cela porte « une atteinte substantielle à l’équilibre économique du service public ».

#### Bilan
Emmanuel Macron a fait de la libéralisation du transport en autocar un axe fort de son projet de loi, permettant de créer des milliers d'emplois. Cette loi a permis la création de réseaux de lignes régulières d'autocar en France, mais un an après, seulement 1430 emplois ont été créés, ce qui très inférieur aux prévisions qui prévoyaient à terme une création nette de 22 000 emplois.

### Professions réglementées
Le projet de réforme des professions réglementées remonte à l'automne 2012 quand Pierre Moscovici, alors ministre de l'Économie et des Finances, commande à l'Inspection générale des finances un rapport sur le sujet notamment pour savoir si elles bénéficient de rentes de situation. Le rapport n'est pas rendu public mais ses conclusions sont révélées par Les Échos en juillet 2014 : le bénéfice net avant impôt représente en moyenne 19 % du chiffre d’affaires de ces professions, soit 2,4 fois la rentabilité constatée dans le reste de l’économie.
Les huissier de justice et les greffiers des tribunaux de commerce bénéficient des revenus les plus confortables, respectivement 6 000 et 10 000 € par mois en moyenne. Dans beaucoup de ces professions, le taux de satisfaction des utilisateurs est par ailleurs assez faible : selon un sondage de l'Inspection générale des finances : « Un Français sur deux a déjà eu recours à un avocat mais seulement 23 % d'entre eux estiment que le service est de qualité. » Pour les administrateurs et mandataires judiciaires, le nombre des clients insatisfaits grimpe à plus d'un sur deux. En 2013 la Commission européenne dénonce la « pauvre performance de la France dans le marché des services » qui « freine ses exportations ».
En juillet 2014 Arnaud Montebourg saisit l'Autorité de la concurrence et annonce une « feuille de route du redressement économique de la France » destinée à « restituer 6 milliards d'euros » de pouvoir d'achat aux Français en mettant un terme aux « rentes » et aux « monopoles ». Sont concernés les officiers publics et ministériels, c'est-à-dire les commissaires-priseurs judiciaires, les greffiers des tribunaux de commerce, les huissiers de justice, les notaires, les administrateurs et mandataires judiciaires. À la suite de la démission d'Arnaud Montebourg et du remaniement survenu en 2014, c'est Emmanuel Macron qui reprend le dossier.
Une avancée permise par la loi Macron, ouvrant les métiers du chiffre et du droit à l'interprofessionalité pour la première fois en France.
Ouverture de l’accès aux professions réglementées d’administrateur et de mandataire judiciaire 
Avant l’entrée en vigueur de la loi du 6 août 2015, l’accès aux professions d’administrateur judiciaire et de mandataire judiciaire reposait exclusivement sur la réussite à un examen d’accès à un stage professionnel puis, à l’issue de ce stage, à un examen d’aptitude aux fonctions d’administrateur judiciaire ou à celles de mandataire judiciaire.
Afin d’ouvrir davantage cet accès, l’article 61 de la loi du 6 août 2015 a créé une seconde voie d’accès, par un nouveau diplôme de master administration et liquidation des entreprises en difficulté (ALED), complété par des conditions d’expérience et de stage précisées par le décret no 2016-400 du 1er avril 2016.

#### Tarif des actes de justice etliberté d'installation
La loi Macron vise à encadrer le tarif des professionnels du droit, via un « corridor tarifaire » : les commissaires-priseurs judiciaires, greffiers des tribunaux de commerce, huissiers de justice, administrateurs judiciaires, mandataires judiciaires et notaires devraient fixer leurs tarifs entre un prix plafond et un prix plancher, de manière à favoriser la concurrence. En commission spéciale, les rapporteurs du texte ont réduit la portée du système initialement prévu : les tarifs, révisés au moins tous les cinq ans par le gouvernement, seraient fixes en dessous d'un seuil (déterminé par décret) pour les actes de la vie courante, liés notamment au droit des personnes et de la famille, et pour les actes d'une exécution peu complexe. Au-delà de ce seuil, les tarifs pourraient varier, dans la limite d'un sixième au-dessus et en dessous d'un tarif de référence.
Début février 2015 Emmanuel Macron annonce vouloir revenir sur le dispositif du corridor tarifaire, déclarant « [ne pas avoir vu] l'effet pervers que cette mesure pouvait avoir ».
La commission spéciale chargée d’examiner le projet de loi a approuvé le principe d’une carte des régions pour l’implantation des offices de notaires, huissiers de justice et commissaires-priseurs judiciaires. La carte serait établie par le gouvernement sur proposition de l’Autorité de la concurrence, avec pour objectif de repérer les zones où les ouvertures d'offices sont nécessaires. Sur cette base, les notaires pourraient ensuite choisir librement leur implantation sans passer par un autre notaire chargé de les « présenter » au Garde des Sceaux : le droit de présentation serait en effet supprimé par le projet de loi, même si une autorisation du ministère sera toujours nécessaire dans les cas où l'installation porterait atteinte « à la continuité de l'exploitation des offices existants ». Il est également prévu qu'un notaire pourra être indemnisé par un confrère dont l'installation dans sa zone d'activité lui porte préjudice.
Dans une même optique de « libéralisation du marché juridique », le projet prévoit la suppression de la postulation des avocats.

#### Notaires
Le projet de loi prévoyait de supprimer la possibilité pour un notaire d'habiliter les clercs, 12 mois après la promulgation de la loi. À terme cette suppression a pour but d'inciter de nouveaux notaires à ouvrir leur propre étude et de récupérer la clientèle d'autres études notariales. Le délai de douze mois est parfois vu comme un frein à l'application réelle de cette mesure, puisqu'il laisse aux notaires la possibilité d'anticiper sur l'application de la loi en habilitant tous les clercs qui ne le seraient pas encore pour continuer à faire fonctionner leur étude. Le texte prévoit également la suppression de l’actuel dispositif d’habilitation qui permet aux clercs assermentés de recevoir certains actes en lieu et place du notaire, ainsi qu'une limite d’âge d’activité fixée à 70 ans (qui n’existait jusqu’ici qu’en Alsace-Moselle).
Alors que les articles concernant cette profession ne sont pas encore discutés à l'Assemblée nationale, Claude Bartolone s'étonne du comportement d'une partie de la profession, qui après avoir manifesté par deux fois en décembre 2014 a lancé une campagne de lobbying agressive (pages de publicité dans les quotidiens, nombreux courriers dans les permanences parlementaires, huées contre Manuel Valls lors d’un meeting dans le Doubs, messages parfois menaçants sur les réseaux sociaux, propositions d'amendements pré-rédigées pour les députés, chantage aux suppressions d'emploi, menaces de mort), dont le montant pourrait s'élever à 2 millions d'euros.

#### Permis de conduire
Le système d'obtention du permis de conduire est engorgé dans certains départements, où les délais peuvent atteindre jusqu’à 200 jours entre deux présentations à l’épreuve pratique par un même candidat. À l'échelle nationale la moyenne du délai d'attente est de 98 jours en 2013, avec de fortes disparités entre les régions (l'Île-de-France étant particulièrement congestionnée).
Le texte prévoit un dispositif d’urgence pour le réduire à 45 jours maximum en autorisant des agents publics et contractuels (anciens policiers, militaires à la retraite, agents de La Poste) à faire passer l’examen pratique à condition d'avoir suivi une formation préalable. 35 examinateurs du permis poids lourds doivent également être transférés vers l'épreuve pratique du permis B en zones tendues, ce qui représenterait 92 000 nouveaux passages par an. Le nombre minimum d'heures de formation pratique (20 heures) serait supprimé car il « laisse à penser à l'élève qu'il est nécessairement prêt au bout de 20 heures, alors que la moyenne est plutôt de 35 heures », l'idée étant d'empêcher de proposer « des forfaits de 20 heures à des prix bradés compensés souvent par d'autres frais injustifiés ». Enfin les auto-écoles ne pourraient plus facturer des « frais de présentation à l'examen », à l'exception de frais d'accompagnement limités au montant d'une heure de conduite.
En mars 2016, l’Autorité de la concurrence émet un avis négatif concernant la méthode d’attribution des places d’examen. Celle-ci indique que « le projet d'arrêté qui lui a été soumis ne respecte ni la lettre ni l'esprit de l'article 30 de la loi du 6 août 2015 qui dispose que la méthode d'attribution des places doit être objective, transparente, non discriminatoire, et ne pas porter atteinte à la concurrence entre établissements, dans la mesure notamment où la méthode proposée repose toujours sur l'activité passée des établissements, critère auquel le législateur a clairement entendu mettre fin ». Elle recommande donc « que cette méthode ne repose pas sur l'activité passée de chaque établissement, mais tienne compte mensuellement de la réalité des besoins : à cet égard, le principal indicateur pourrait être le nombre de candidats ayant déjà réussi l'épreuve théorique et n'ayant pas encore réussi l'examen pratique (et ce quel que soit le nombre de présentations du candidat) au sein de chaque auto-école. ».

#### Greffes des tribunaux de commerce
L'article 19 du projet de loi vise à modifier les conditions dans lesquelles l’Institut national de la propriété industrielle (INPI) centralise le registre national du commerce et des sociétés (RNCS), en vue de faciliter l’accès du public aux données contenues dans ce registre et de permettre la réutilisation de ces informations.
Aujourd’hui, les greffiers des tribunaux de commerce tiennent le registre du commerce et des sociétés, sous la surveillance d’un juge et sous leur responsabilité. À ce titre, ils reçoivent les déclarations des entreprises, accompagnées des actes juridiques et pièces justifiant les situations déclarées. Ce contrôle juridique, de fond, apporte une sécurité aux informations qui sont ensuite portées à la connaissance du public, notamment par la délivrance d’extraits d’immatriculation audit registre, dénommés « Kbis ». Ces derniers constituent la carte d’identité de chaque entreprise et sont signés par le greffier sous le sceau de la République. En parallèle, depuis septembre 2012, les greffiers adressent par voie électronique un double des déclarations susvisées à l’INPI qui les archive. Cet archivage était réalisé, avant septembre 2012, au format papier.
Par ailleurs, à ce jour, l’INPI commercialise des licences de rediffusion des données contenues dans les RCS (dites « IMR » pour immatriculation, modification et radiation) et dans les comptes annuels. Ces licences, vendues principalement à des revendeurs d’informations (Infolegale, Société.com, Ellisphère, CreditSafe, Altares ou Scores & Decisions…) sont constituées, mises à jour et maintenues, depuis le mois d’avril 2009, par le GIE Infogreffe, en qualité de prestataire de l’INPI.
Le groupement d'intérêt économique Infogreffe regroupe l’ensemble des 134 greffes des tribunaux de commerce et s’inscrit dans le prolongement de leur activité.
Le projet de loi propose d'obliger les greffes à transmettre « les résultats des retraitements des informations contenues dans les inscriptions, actes et pièces mentionnés [précédemment], dans un format informatique ouvert de nature à favoriser leur interopérabilité et leur réutilisation » (ce qui constitue une promotion de l'ouverture des données). Dans un second temps la gestion de ces données serait de nouveau confiée à l'INPI, qui s'en occupait jusqu'en 2009.
L’Autorité de la concurrence a suggéré, dans son avis du 9 janvier 2014 sur les professions juridiques réglementées, de reconsidérer la répartition des rôles à propos du registre du commerce et des sociétés (RNCS). L’Autorité a ainsi proposé de supprimer la taxe INPI et la rémunération perçue par les greffiers pour son alimentation, et de confier la mission de diffusion du RNCS au GIE Infogreffe.
En effet, le système de double archivage, dans les greffes et à l’INPI, pèse sur les finances des entreprises dans la mesure où à la taxe qu’elles versent, et collectée par les greffiers pour le compte de l’INPI à qui elle est ensuite reversée, représente 14 millions d’euros par an.

#### Juges consulaires
Le projet de loi prévoit la mise en place de l'échevinage dans les tribunaux de commerce, c'est-à-dire d'y faire siéger des magistrats professionnels aux côtés des bénévoles issus du monde du travail qui composent actuellement ces juridictions. Est également prévu de transférer les « grosses affaires » dans des tribunaux de commerce spécialisés, quand le nombre de salariés ou le chiffre d’affaires dépassent certains seuils.

### Justice prud'homale
Les articles 83 et 84 de la loi, avec leur vingtaine de dispositions, apportent un statut protecteur au « défenseur syndical », celui qui accompagne le salarié. Mais il impose aux conseillers des « obligations » renforcées — comme « s'abstenir de tout acte ou comportement public incompatible avec leur fonction » — et des sanctions alourdies.

Au nom du raccourcissement des délais de jugement, la loi facilite le recours aux audiences en formation restreinte (un juge salarié et un juge employeur — au lieu de deux et deux). Les délais sont en général très longs : en moyenne 11,9 mois avec des pointes à deux ans, voire plus. Ce que certains considèrent comme un encadrement et un encouragement à la conciliation n'est en fait pour d'autres qu'un « glissement vers une justice à l'américaine où aucun code spécifique du travail n'existe au niveau national, les relations patrons-salariés relevant de la procédure civile ». En effet, remplacer une procédure prud'homale (dont l'accès est gratuit) par une procédure civile payante de type médiation entraînerait une disparité des moyens entre employeurs et salariés à cause de la suppression d'un alinéa du code civil dans l'article 2064, qui précisait que : 

« Aucune convention ne peut être conclue à l'effet de résoudre les différends qui s'élèvent à l'occasion de tout contrat de travail soumis aux dispositions du code du travail entre les employeurs, ou leurs représentants, et les salariés qu'ils emploient. »

### Fiscalité des actions gratuites
L'article 135 de la loi allège la fiscalité des actions gratuites.

### Cessions d'actifs
En 2014, l'État commence à céder des actifs : ces derniers mois, l'Agence des Participations de l'État (APE) a ainsi cédé 8,3 % de Safran, 3,1 % de GDF Suez ou encore 9,5 % d'Aéroports de Paris. Le 30 septembre 2014, la BPI annonce avoir engagé le processus de cession d'environ 50 millions d'actions Orange, soit 1,9 % de l'opérateur et une valeur d'environ 600 millions d'euros. Sont également annoncées plusieurs autres cessions :
- les 33 % de participation de l'État dans la Semmaris (qui exploite le marché de Rungis)[71] ; cession non réalisée à ce jour.
- les 49,9 % de parts de l'aéroport de Toulouse-Blagnac[72] ; cette cession est effectuée en décembre, les parts étant cédées à un consortium formé par un groupe canadien et trois investisseurs chinois pour 308 millions d'euros[73].
- les 20 % de parts de la Française des jeux ; cette possibilité, évoquée en septembre, est écartée en décembre[74].

### Licenciements collectifs
L'article 101 prévoit que les plans sociaux seront examinés par le ministère du Travail « au regard des moyens dont dispose l’entreprise ». Cela signifie que les plans sociaux sont analysés uniquement en fonction des moyens dont dispose la société qui les met en œuvre et non plus en fonction des moyens dont dispose la maison-mère, s’il s’agit d’une filiale, comme c’était le cas auparavant. Ce changement est critiqué par ceux qui considèrent qu’il s’agit d’une possibilité pour les grands groupes de licencier à bas coût.

### Plafonnement des indemnités lors des licenciements sans cause réelle et sérieuse
Afin de « sécuriser » les entreprises, la loi prévoit des seuils (minimum et maximum) aux indemnités de licenciement sans cause réelle et sérieuse, en fonction de l'ancienneté. Ces seuils, considérés comme très bas, sont dénoncés par les syndicats représentatifs, qui veulent la réparation de l'intégralité du préjudice subi. Une pétition a été lancée pour que cette mesure ne voie pas le jour. Cette mesure fait partie des 23 articles censurés par le Conseil Constitutionnel dans sa décision du 6 août 2015.

### Mobilité bancaire
L'article 43 prévoit la possibilité de changement de domiciliation bancaire gratuit et automatisé,. Le changement d'établissement bancaire facilité grâce à la loi Macron est effectif : la loi propose en effet la gratuité des démarches et les délais raccourcis.

## Réformes abandonnées ou reportées
Entre l'annonce du projet de loi et son vote, certains parties du texte ont été retirées. D'autres pourraient faire l'objet d'un transfert, comme la réforme des tribunaux de commerce qui pourrait être confiée à la garde des sceaux, Christiane Taubira, pour compléter son projet de loi sur la « justice du XXIe siècle ».

### Réforme des pharmacies
En octobre 2014, Emmanuel Macron déclare que la modernisation des conditions d’exercice des pharmaciens est déléguée au projet de loi santé porté par Marisol Touraine.

### Statut d'avocat en entreprise
Le projet de loi prévoyait la création d’un statut d’avocat d’entreprise, qui aurait permis aux juristes travaillant en entreprise depuis au moins cinq ans de demander à devenir avocat en passant un examen de déontologie. L'examen ne leur aurait pas donné le droit de plaider, mais celui d'assister à toutes les discussions stratégiques avec leurs homologues étrangers (« privilège de confidentialité »). La question est finalement sortie du projet de loi en décembre 2014.

### Déchets radioactifs
En décembre 2014, l'article 53, qui concernait le projet d'enfouissement géologique des déchets radioactifs (Cigéo), a été retiré du projet de loi sous la pression des députés écologistes. Le 8 juillet 2015, à la faveur d'une troisième utilisation du 49.3 devant l'Assemblée nationale, le projet Cigéo est finalement réintroduit, et ce malgré la promesse faite aux députés écologistes. Le Conseil constitutionnel a toutefois invalidé l'insertion de ces dispositions par sa décision du 5 août 2015. Le Conseil sanctionne un cas de cavalier législatif : il constate en effet que ces dispositions touchant aux déchets radioactifs « ne présentent pas de lien, même indirect, avec celles qui figuraient dans le projet de loi ; que, par suite, elles ont été adoptées selon une procédure contraire à l'article 45 de la Constitution » (considérant 65).

### Secret des affaires
Un amendement du député socialiste Richard Ferrand (rapporteur de la loi), prévoyait la création d'un  « secret des affaires » pour protéger les entreprises de l'espionnage industriel. L'amendement prévoyait d'exposer les contrevenants à un maximum de trois ans de prison et 375 000 euros d'amende, voire à sept ans d'emprisonnement et 750 000 euros d'amende en cas d'atteinte « à la sécurité ou aux intérêts économiques essentiels de la France ». Face à la mobilisation de plusieurs titres de presse, qui y voient une mise en danger des lanceurs d'alerte, le gouvernement retire cet amendement le 30 janvier 2015. Richard Ferrand déclare : 

« J’ai la conviction que la liberté des journalistes et l’action des lanceurs d’alerte n’étaient en rien entravées par ce projet. Mais pour éviter les angoisses inutiles et les procès d’intention, je vais déposer un amendement de suppression de cette partie du texte. »

## Inspiration idéologique
Pour Henri Sterdyniak, économiste classé à gauche,, les « principales dispositions » de la loi Macron « oscillent entre le libéralisme (il faut laisser jouer la concurrence et le marché), le social-libéralisme (il faut protéger certaines catégories de la population), l’interventionnisme économique (l’État doit réguler le fonctionnement des marchés), la social-démocratie (les partenaires sociaux doivent jouer un rôle important) sans qu’une orientation bien définie l’emporte. C’est un texte de compromis qui, logiquement, ne peut vraiment satisfaire personne ».
Pour le chercheur Thibaut Rioufreyt, « la loi Macron est emblématique dans la mesure où elle est très pure d'un point de vue idéologique. En effet, cette loi repose sur un diagnostic, des solutions et des modes d'argumentation, d'inspiration, clairement néo-libérale. Plus précisément, les argumentaires et les thèses mobilisés par ses concepteurs et promoteurs relèvent une parenté extrêmement forte avec la « politique de la concurrence » théorisée par les ordo-libéraux allemands (Foucault, 2004, p. 122 et sq.). C'est ce qui explique par ailleurs le malaise des députés UMP qui ne sont pas en désaccord avec la loi, si ce n'est pour en dénoncer le caractère insuffisant, et subissent les effets de la stratégie de triangulation ».
L'historien Jean-Luc Chappey et la journaliste Françoise Fressoz comparent cette loi aux réformes menées sous le règne de Louis XVI par Turgot. Cette dernière estime que « comme lui, Macron pourfend la rente, déverrouille, libéralise à tout-va : les professions réglementées, le commerce, le travail (du dimanche). Pour faciliter les échanges, il allège la réglementation sur les autocars comme Turgot l’avait fait avant lui en créant les « turgotines », ces diligences rapides capables de relier Paris à Marseille en huit jours, contre douze auparavant. On peut bien sourire, le parallèle est frappant »,.

## Postérité
En mai 2016, Emmanuel Macron appelle Carlos Ghosn, PDG de Renault, à revoir sa rémunération de 2015 à la baisse en menaçant de « légiférer » : Le Figaro souligne alors que la loi Macron a permis d'alléger la fiscalité des actions gratuites, dont bénéficie Carlos Ghosn.
Évoquant le projet de révision constitutionnelle française de 2018, l'historien Nicolas Roussellier estime en avril 2018 que « quand il est venu porter sa loi à l'Assemblée, [Emmanuel Macron] a fait des centaines d’heures de débats avec tous les groupes politiques, peut-être inspiré par l’esprit délibératif de son maître Paul Ricœur, avant de voir la logique des partis revenir au galop et de devoir en passer par le 49.3. Il est probable que cette séquence l’ait marqué et convaincu que, dans l’état présent, la délibération parlementaire était inefficace, voire impossible, du fait des logiques partisanes et que cela l’ait poussé à vouloir limiter le nombre de parlementaires et restructurer le droit d’amendement ».